# Arsênio Puttemans

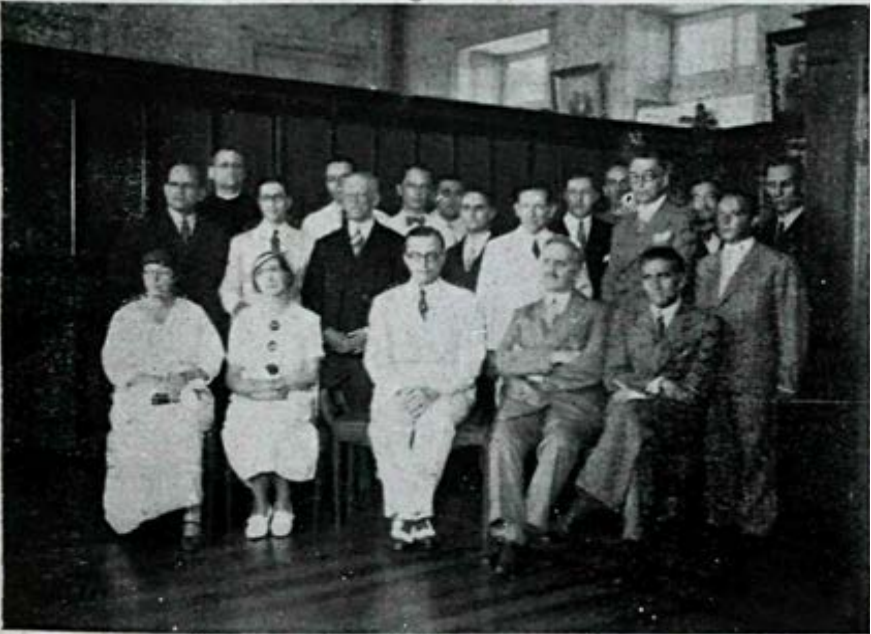
Fotografia tirada antes da primeira Reunião de Fitopatologistas do Brasil(1936)
- Em pé, da direita para a esquerda: Drs. Nearch Azevedo, Albert Müller, A. Coelho, Paulo de Campos Porto, Diomédes Pacca, Heitor Grillo, Arsênio Puttemans, Bemvindo de Novaes, A. F. Magarinos Torres, Armando Vidal, Alfredo Augusto da Mata, A. Barreto, Nestor Fagundes, Padres Johannes Rick e J. G. Carneiro ' - Sentado, da direita para a esquerda: Doutor Agesilau Bitancourt, Professor Raul Leitão da Cunha, Ministro da Agricultura Odilon Duarte Braga, Dras. Anne Jenkins e Gerda Von Ubisch'

Arsênio Puttemans, em francês Arsène Puttemans (Bruxelas, 28 de fevereiro de 1873 - Rio de Janeiro, 3 de maio de 1937) foi um professor, micologista, patologista de plantas e paisagista belga. Se notabilizou pelo seu trabalho na Fitopatologia, Micologia e Botânica no Brasil, organizando a Primeira Reunião de Fitopatologia do país e sendo o primeiro do país a catalogar fungos, em 1901. Foi também idealizador de projetos de parques e praças nos estados de São Paulo e Rio de Janeiro.

## Primeiros anos, formação e vinda ao Brasil
Arsène Puttemans nasceu no dia 28 de fevereiro de 1873 em Bruxelas, capital da Bélgica. Estudou e se formou em Botânica pela École d'Horticulture de l'État (Escola de Horticultura do estado de Vilvoorde) na Bélgica.

Puttemans foi convidado a trabalhar no Brasil e chegou no país em 1892, desembarcando no Porto do Rio de Janeiro. Em sua homenagem póstuma, feita pela Rodriguésia (Revista do Instituto de Biologia Vegetal, Jardim Botânico e Estação Biológica do Itatiaia) é dito que: 
"Belga por nascimento, mas brasileiro pela naturalização e pelo coração, veio o Dr. Puttemans, para o Brasil, tendo desde então prestado ao nosso país serviços relevantes." 

## Vida acadêmica
No Brasil, se tornou professor de Agronomia e Fitopatologia na Escola Politécnica de São Paulo entre os anos de 1903 e 1910. Lá ele ensinou os alunos de agricultura sobre doenças de plantas agrícolas, recolhidos com a Comissão Geográfica e Geológica de São Paulo. Posteriormente, foi nomeado o primeiro Chefe do Laboratório de Fitopatologia do Rio de Janeiro, em 1910.
Foi diretor de Horticultura, chefe de culturas e encarregado do curso de Botânica da Escola Superior de Agricultura Luiz de Queiroz de Piracicaba.
Trabalhou como Geneticista contratado do Ministério da Agricultura e como assistente de Botânica na Comissão Geográfica e Geológica de São Paulo. Atuou como chefe de seção no Instituto Biológico de Defesa Vegetal, chefe do Laboratório Central de Fiscalização de Sementes da Diretoria do Fomento Agrícola e ultimamente, chefe da seção de Genética do Instituto de Biologia Vegetal.
Participou também do projeto de Aprendizado Agrícola de Barbacena e foi auxiliar do diretor dessa instituição. Posteriormente, foi nomeado o primeiro Chefe do Laboratório de Fitopatologia do Rio de Janeiro, em 1910.

### Primeira Reunião de Fitopatologia do Brasil
Entre 20 a 25 de janeiro de 1936, já combalido pela enfermidade que posteriormente o matou, Puttemans organizou a Primeira Reunião de Fitopatologistas do Brasil, apresentando diversas teses sobre micologia e patologia vegetal. A reunião aconteceu na Escola Nacional de Agronomia (atualmente a Universidade Federal Rural do Rio de Janeiro) e contou com a presença de 42 membros, vindos do estado de São Paulo, Rio de Janeiro, Minas Gerais, Paraná e Rio Grande do Sul. Alguns nomes acadêmicos famosos estavam entre os membros presentes, como o Doutor Alfredo Augusto da Mata, o Professor e Doutor Raul Leitão da Cunha, o botânico Paulo de Campos Porto e o Ministro da Agricultura Odilon Duarte Braga. Dez membros vindos dos estados da Bahia, Pernambuco, São Paulo, Rio de Janeiro, Minas Gerais, Rio Grande do Sul estiveram ausente do evento, mas manifestaram seu apoio. A reunião tinha como finalidade:
"[...]com o fim de congregar, pela primeira vez em nosso país, os Fitopatologistas. Tem por principal escopo coordenar os esforços de todos os técnicos, no estabelecimento de bases para unificar os trabalhos referentes ao ensino da Fitopatologia, a pesquisa e a aplicação de medidas preventivas e de combate as doenças de plantas. Tratará também, de organizar um programa que permita um Intercâmbio mais intimo entre os diversos especialistas." 
As sessões gerais da reunião foram sessões públicas destinadas a apresentação de Trabalhos acadêmicos relacionados a Fitopatologia, mas que tenham interesse geral. Foram debatidos temas como a História da Fitopatologia no Brasil; o Papel da Fitopatologia em face da situação econômica atual; a Fitopatologia em países estrangeiros; a Flora de Fungos do Brasil; as necessidades atuais da Fitopatologia em nosso país, além de teses de interesse geral relacionados a Fitopatologia.
As sessões especiais foram destinadas a apresentação e discussão de assuntos e teses relacionadas estritamente a Fitopatologia. Foram debatidos temas como o Ensino da Fitopatologia no Brasil; Experimentação Fitopatológica; Serviço de Defesa Sanitária Vegetal; Reconhecimento de Doenças em Plantas; Herbários e sua organização, além de publicações, nomenclatura e literatura Micológica e Fitopatológica.
O evento ainda contou com excursões a instituições científicas como o Instituto de Biologia Vegetal no Jardim Botânico do Rio de Janeiro; Horto florestal da Gávea; Escola Nacional de Agronomia (atual Universidade Federal Rural do Rio de Janeiro); Instituto Oswaldo Cruz; Instituto de Tecnologia do Ministério do Trabalho (atual Instituto Nacional de Tecnologia), bem como excursões á zona citrícola do Rio de Janeiro e ao Alto da Boa Vista.

## Herbário
Seu herbário de 7 000 fungos Fitopatógenos, coletados principalmente na área da Mata Atlântica do estado de São Paulo, foi depositado na Universidade Federal Rural do Rio de Janeiro.

## Projetos de Paisagismo
As obras de paisagismo realizadas no Brasil por Arsênio Puttemans foram feitas nos estados de São Paulo e Rio de Janeiro. Na capital paulista ele fez, em 1909, o projeto do Jardim do Ipiranga, localizado no Museu Paulista; em 1905, o projeto da Praça da República e por fim, o projeto da Várzea do Brás. Na cidade de Piracicaba, iniciou em 1905 o projeto do Parque da Escola Superior de Agricultura Luiz de Queiroz, finalizado em 1907 com a ajuda de Luiz Teixeira Mendes, professor de Fruticultura e Silvicultura da Escola na época. No Rio de Janeiro, foi responsável pelo projeto do Campo de São Bento, em Niterói.

## Obra
Em 1911, Arsênio publicou dois textos para o Boletim da Sociedade Real de Botânica da Bélgica (Bulletin de la Société royale de botanique de Belgique), sobre novas doenças de plantas cultivadas (Nouvelles maladies de plantes cultivées) e sobre um novo sistema de mesa graduada para desenho microscópico (Nouvelle table tournante à deux plateau indépendants pour travaux micrographiques) especialmente adaptado aos últimos modelos de microscópios binoculares da época.
Em 1936, Arsênio publicou três textos para a Rodriguésia (Revista do Instituto de Biologia Vegetal, Jardim Botânico e Estação Biológica do Itatiaia) em número especial sobre os "Anais da Primeira Reunião de Fitopatologistas do Brasil": um sobre Dados para servir a História da Fitopatologia no Brasil e as Primeiras Notificações de Doenças de Vegetais neste País; outro sobre o Cômputo das Espécies «ferrugens» verdadeiras (Uredinales) assinaladas no Brasil e Países limítrofes e um último sobre a Relação dos Fungos e Bactérias encontrados na batateira (Solanum tuberosum L.).
Doenças descritas
Em 1906, Puttemans reportou sobre a doença de feijão causada pela Isariopsis griseola. Em 1911, ele descreveu sobre a doença inflorescência do Couve-flor.
Espécies de Fungos Descritas (Ano da Descoberta):
- Leptocapnodium brasiliensis (1904)[2]
- Limacina coffeicola (1904)[2]
- Cercospora chrysanthemi (1911)[2]
- Oidium begoniae (1911)[2]
- Gloeosporium bombacis (1920)[2]
- Cercospora eranthem (1934)[2]
- Colletotrichum perseanum (1934)[2]
- Puccinia justiciae (1934)[2]
- Dactylella ulmi (sem data)[2]
- Mycosphaerella arthraxonicola (sem data)[2]
- Puccinia cambucae (sem data)[2]
- Uredo rochaei (sem data)[2]

As listas de fungos publicadas no Brasil por Arsênio Puttemans entre 1901 e 1906 foram as primeiras contribuições do gênero da Micologia no Brasil.

## Homenagens
Alguns tipos de fungos levam o nome de Arsênio Puttemans em sua homenagem, são eles: o Puttemansia Hennings, (descoberto em 1902), o Leptosphaeria Puttemansii (descoberto em 1905), o Aecidium Puttemansianum (descoberto em 1908), o Puttemansiella Hennings (descoberto em 1908), o Cercospora Puttemansii (descoberto em 1902), o Puccinia Puttemansii (descoberto em 1902) e o Uromyces Puttemansii (descoberto em 1916).

Após sua morte, a Rodriguésia (Revista do Instituto de Biologia Vegetal, Jardim Botânico e Estação Biológica do Itatiaia) publicou uma homenagem póstuma dizendo que: 
"O Ministério da Agricultura perdeu, na noite de 3 de maio de 1937, um dos seus mais dedicados e competentes colaboradores — o Dr. Arséne Puttemans, chefe da Seção de Genética do Instituto de Biologia Vegetal [...] especialidade a que se dedicava com ardor em seu laboratório particular, já nos gabinetes do Ministério da Agricultura. Sua morte causando profundo pesar nos meios científicos do país e especialmente entre seus colegas de trabalho, representa uma grande perda que registramos como derradeira homenagem de Rodriguésia."
Mais recentemente, em 2017, no Rio de Janeiro, o cônsul-geral da Bélgica Jean-Paul Charlier foi recebido pelo Secretário executivo da Prefeitura de Niterói, Axel Grael  e pelo Guarda Civil Municipal Tiago Brava no Campo de São Bento, para planejar a realização de uma exposição em 2018, quando o parque completou 110 anos. O encontro ocorreu após Tiago realizar uma pesquisa e descobrir que o projeto de paisagismo do Campo de São Bento foi idealizado pelo belga Arsênio Puttemans, entre 1907 e 1910, tendo completado, na época, 110 anos. A exposição de comemoração ocorreu  entre os dias 20 e 23 de setembro de 2018, com uma programação cultural e gastronômica conectando a cultura belga com a brasileira. Além de comemorar a data centenária, no evento o Campo de São Bento (atualmente conhecido como Parque Prefeito Ferraz) foi oficialmente reconhecido como patrimônio belga no exterior.